# HDD ZM Olimpija 2000/01
Sezona 2000/01 HK Olimpija, ki je osvojila naslova prvaka v slovenski ligi in v mednarodni ligi.

## Postava
- Trener:  Marjan Gorenc

| Vratarji | Vratarji  | Vratarji       | Vratarji    | Vratarji | Vratarji                | Vratarji         |
| -------- | --------- | -------------- | ----------- | -------- | ----------------------- | ---------------- |
| #        | Nar       | Igralec        | Boljša roka | Sez.     | Starost (rojstni dan)   | Kraj rojstva     |
|          | Slovenija | Klemen Mohorič | leva        | 4        | 25 let (25. maj 1975)   | Kranj, Slovenija |
|          | Slovenija | Sašo Pilipovič |             | 1        |                         | Slovenija        |
|          | Slovenija | Anže Ulčar     |             | 1        | 21 let (20. julij 1979) | Bled, Slovenija  |

| Branilci | Branilci             | Branilci          | Branilci    | Branilci | Branilci                  | Branilci             |
| -------- | -------------------- | ----------------- | ----------- | -------- | ------------------------- | -------------------- |
| #        | Nar                  | Igralec           | Boljša roka | Sez.     | Starost (rojstni dan)     | Kraj rojstva         |
|          | Slovenija            | Igor Beribak (C)  |             | 14       | 36 let (18. maj 1964)     | Ljubljana, Slovenija |
|          | Slovenija            | Andrej Brodnik    | desna       | 9        | 30 let (4. maj 1970)      | Ljubljana, Slovenija |
|          | Slovenija            | Robert Ciglenečki | leva        | 5        | 26 let (17. julij 1974)   | Ljubljana, Slovenija |
|          | Slovenija            | Damjan Dervarič   | leva        | 2        | 18 let (6. februar 1982)  | Ljubljana, Slovenija |
|          | Slovenija            | Domen Lajevec     | leva        | 2        | 19 let (25. maj 1981)     | Ljubljana, Slovenija |
|          | Slovenija            | Peter Mihelič     |             | 6        | 21 let (5. avgust 1979)   | Ljubljana, Slovenija |
|          | Belorusija           | Vitalij Savko     | desna       | 1        | 26 let (8. marec 1974)    | Minsk, Belorusija    |
|          | Ukrajina · Slovenija | Valerij Šahraj    |             | 1        | 35 let (20. maj 1965)     | Ukrajina             |
|          | Slovenija            | Bojan Zajc        | desna       | 10       | 34 let (7. november 1965) | Ljubljana, Slovenija |

| Napadalci | Napadalci          | Napadalci         | Napadalci | Napadalci   | Napadalci | Napadalci                  | Napadalci            |
| --------- | ------------------ | ----------------- | --------- | ----------- | --------- | -------------------------- | -------------------- |
| #         | Nar                | Igralec           | Položaj   | Boljša roka | Sez.      | Starost (rojstni dan)      | Kraj rojstva         |
|           | Slovenija          | Blaž Emeršič      | F         | leva        | 3         | 19 let (10. oktober 1980)  | Ljubljana, Slovenija |
|           | Slovenija          | Jurij Goličič     | LW        | leva        | 2         | 19 let (6. april 1981)     | Kranj, Slovenija     |
|           | Slovenija          | Matej Hočevar     | LW        | desna       | 1         | 18 let (30. april 1982)    | Ljubljana, Slovenija |
|           | Slovenija          | Dejan Kontrec     | LW        | leva        | 14        | 30 let (23. januar 1970)   | Ljubljana, Slovenija |
|           | Slovenija          | Aleš Mušič        | C         | leva        | 1         | 18 let (28. junij 1982)    | Ljubljana, Slovenija |
|           | Slovenija          | Martin Pirnat     | RW        | leva        | 1         | 21 let (10. januar 1979)   | Ljubljana, Slovenija |
|           | Slovenija          | Gregor Polončič   | F         | leva        | 2         | 19 let (5. februar 1981)   | Ljubljana, Slovenija |
|           | Rusija · Slovenija | Ildar Rahmatuljin | RW        | leva        | 3         | 39 let (9. januar 1961)    | Kazan, Rusija        |
|           | Slovenija          | Peter Rožič       | RW        | leva        | 1         | 26 let (17. februar 1974)  | Kranj, Slovenija     |
|           | Slovenija          | Mitja Šivic       | RW        | leva        | 3         | 21 let (1. september 1979) | Brezje, Slovenija    |
|           | Slovenija          | Jure Vnuk         | LW        | leva        | 11        | 27 let (18. junij 1973)    | Ljubljana, Slovenija |
|           | Slovenija          | Tomaž Vnuk        | C         | desna       | 9         | 30 let (11. april 1970)    | Ljubljana, Slovenija |
|           | Slovenija          | Nik Zupančič      | RW        | desna       | 11        | 31 let (3. november 1968)  | Ljubljana, Slovenija |

## Tekmovanja

### Slovenska liga
Uvrstitev: 1. mesto

#### Finale
Igralo se je na štiri zmage po sistemu 1-1-1-1-1-1-1.
| 13. marec 2001 | HK Acroni Jesenice | 1:3 | HK Olimpija | Dvorana Podmežakla, Jesenice |

| Poročilo tekme | Poročilo tekme   | Poročilo tekme  | Poročilo tekme                                             | Poročilo tekme                             |
| -------------- | ---------------- | --------------- | ---------------------------------------------------------- | ------------------------------------------ |
|                | (Sodja) Iffka 37 | (0:1, 1:1, 0:1) | 14 Brodnik (Rahmatuljin) 31 Zupančič (Kontrec) 53 Zupančič | Gledalci: 3000 Sodnik: Gerhard Lichtnecker |

| 15. marec 2001 | HK Olimpija | 4:1 | HK Acroni Jesenice | Hala Tivoli, Ljubljana |

| Poročilo tekme | Poročilo tekme                                                                                           | Poročilo tekme  | Poročilo tekme | Poročilo tekme                       |
| -------------- | --- | --------------- | -------------- | ------------------------------------ |
|                | (Ciglenečki) T. Vnuk 28 (Brodnik) Rahmatuljin 54 (Rahmatuljin, Kontrec) Zupančič 56 (J. Vnuk) Emeršič 56 | (0:0, 1:1, 3:0) | 21 Jan         | Gledalci: 1800 Sodnik: Thomas Schurr |

| 17. marec 2001 | HK Acroni Jesenice | 5:3 | HK Olimpija | Dvorana Podmežakla, Jesenice |

| Poročilo tekme | Poročilo tekme                          | Poročilo tekme  | Poročilo tekme                     | Poročilo tekme                        |
| -------------- | --------------------------------------- | --------------- | ---------------------------------- | ------------------------------------- |
|                | Tišlar 13 Jan 35 Por 36 Sodja 44 Jan 46 | (1:2, 2:1, 2:0) | 07 Polončič 15 J. Vnuk 24 Zupančič | Gledalci: 2000 Sodnik: Wilfred Schimm |

| 20. marec 2001 | HK Olimpija | 6:3 | HK Acroni Jesenice | Hala Tivoli, Ljubljana |

| Poročilo tekme | Poročilo tekme                                      | Poročilo tekme  | Poročilo tekme | Poročilo tekme                             |
| -------------- | --------------------------------------------------- | --------------- | --- | ------------------------------------------ |
|                | (Jan) Vukčevič 02 (Jan) Sodja 16 (Jan) M. Hafner 57 | (2:2, 2:0, 2:1) | 08 J. Vnuk (Beribak) 10 Emeršič 33 T. Vnuk (Beribak, Ciglenečki) 38 Rahmatuljin (Rožič) 52 Rožič (Dervarič) 56 Rožič (Brodnik) | Gledalci: 2000 Sodnik: Gerhard Lichtnecker |

| 21. marec 2001 | HK Acroni Jesenice | 2:4 | HK Olimpija | Dvorana Podmežakla, Jesenice |

| Poročilo tekme | Poročilo tekme                            | Poročilo tekme  | Poročilo tekme                                                                       | Poročilo tekme                             |
| -------------- | ----------------------------------------- | --------------- | ------------------------------------------------------------------------------------ | ------------------------------------------ |
| Začetek: 20:15 | (Kovačevič) Iffka 11 (M. Hafner) Sodja 30 | (1:2, 1:1, 0:1) | 11 Polončič (J. Vnuk) 18 Rahmatuljin (Zupančič) 21 Polončič 50 Goličič (Rahmatuljin) | Gledalci: 2500 Sodnik: Gerhard Lichtnecker |

### Mednarodna liga
Uvrstitev: 1. mesto

#### Redni del
| Poz | Klub                      | OT | TOČ | Z (ZP) | P (PP) | PG | DG  | GR  |
| --- | ------------------------- | -- | --- | ------ | ------ | -- | --- | --- |
| 1   | HDD Olimpija Ljubljana    | 16 | 27  | 13 (2) | 3 (1)  | 82 | 30  | +52 |
| 2   | Dunaújvárosi Acélbikák    | 16 | 26  | 13 (1) | 3 (0)  | 85 | 33  | +52 |
| 3   | Alba Volán Székesfehérvár | 16 | 26  | 13 (0) | 3 (0)  | 95 | 42  | +53 |
| 4   | HK Jesenice               | 16 | 23  | 11 (0) | 5 (1)  | 76 | 41  | +35 |
| 5   | HK Slavija Ljubljana      | 16 | 20  | 10 (0) | 6 (0)  | 70 | 55  | +15 |
| 6   | KHL Medveščak Zagreb      | 16 | 11  | 5 (0)  | 11 (1) | 70 | 87  | -17 |
| 7   | Ferencvárosi TC           | 16 | 6   | 3 (0)  | 13 (0) | 41 | 93  | -52 |
| 8   | HK Crvena Zvezda          | 16 | 6   | 3 (0)  | 13 (0) | 38 | 80  | -42 |
| 9   | HK Bled                   | 16 | 2   | 1 (0)  | 15 (0) | 35 | 131 | -96 |

#### Končnica

##### Polfinale
| 21. januar 2001 | HK Jesenice | 3:3 | HDD Olimpija Ljubljana | Dvorana Podmežakla, Jesenice |

| Poročilo tekme | Poročilo tekme | Poročilo tekme | Poročilo tekme | Poročilo tekme |
| -------------- | -------------- | -------------- | -------------- | -------------- |
|                |                | (2-2,0-1,1-0)  |                |                |

| 24. januar 2001 | HDD Olimpija Ljubljana | 8:3 | HK Jesenice | Hala Tivoli, Ljubljana |

| Poročilo tekme | Poročilo tekme | Poročilo tekme | Poročilo tekme | Poročilo tekme |
| -------------- | -------------- | -------------- | -------------- | -------------- |
|                |                | (3-0,4-2,1-1)  |                |                |

##### Finale
| 29. januar 2001 | Alba Volan Székesfehérvár | 4:4 | HDD Olimpija Ljubljana | Ledena dvorana, Székesfehérvár |

| Poročilo tekme | Poročilo tekme | Poročilo tekme | Poročilo tekme | Poročilo tekme |
| -------------- | -------------- | -------------- | -------------- | -------------- |
|                |                | (2-2,1-0,1-2)  |                |                |

| 31. januar 2001 | HDD Olimpija Ljubljana | 7:1 | Alba Volan Székesfehérvár | Hala Tivoli, Ljubljana |

| Poročilo tekme | Poročilo tekme | Poročilo tekme | Poročilo tekme | Poročilo tekme |
| -------------- | -------------- | -------------- | -------------- | -------------- |
|                |                | (0-1,5-0,2-0)  |                |                |

## Statistika

### Najboljši strelci
| # | Igralec           | G  | P  | T  |
| - | ----------------- | -- | -- | -- |
| 1 | Ildar Rahmatuljin | 29 | 16 | 45 |
| 2 | Jure Vnuk         | 20 | 18 | 38 |
| 3 | Tomaž Vnuk        | 15 | 18 | 33 |
| 4 | Peter Rožič       | 14 | 15 | 29 |